# Université Juntendō
L'université Juntendō (順天堂大学 ; Juntendō Daigaku) est une université privée japonaise. 

## Présentation
Son siège et la faculté de médecine sont situés sur le campus de Bunkyō, Tokyo et l'École de santé et sciences sportives est située à Inzai, Chiba. La faculté de médecine de l'université est fondée en 1838 et les autres facultés en 1946. Son surnom est Jundai.
En 2018, la faculté de médecine indique avoir placé la barre plus haut pour les femmes aux examens d'entrée afin de réduire l'écart avec les étudiants de sexe masculin, déclarant qu'elles avaient des capacités de communication supérieures et disposaient d'un avantage par rapport aux hommes pour les entretiens oraux. Elle est pour cela condamnée le 19 mai 2022 pour discrimination sexiste, et doit verser huit millions de yens (59 000 euros) aux plaignantes.